# Мурад I
Мурад І (осман. مراد اول, трансліт. Murâd-ı evvel, тур. Birinci Murat; 1319 або 1326—1389) — османський султан, перебував при владі з 1359 по 1389 рік. За Мурада османська держава розширила свою територію в Анатолії і на Балканському півострові, також відбулися важливі реформи в системі управління державою. Мурад — перший правитель османів, який прийняв титул султана, він же перетворив державу, яка була колись невеликим тюркським племенем, на Османську імперію.

## Правління
Перші роки після смерті батька Орхана, Мурад I боровся за владу з братами Ібрагімом і Халілом, які зрештою були вбиті за його наказом. Незабаром після початку правління Мурада його війська увірвалися до західної Фракії і захопили візантійські міста Адріанополь і Філіппополь. Адріанополь було перейменовано на Едірне і в 1365 році місто стало новою столицею Мурада. Імператор Іоанн V Палеолог змушений був підписати з турками принизливий договір, за яким він відмовлявся від компенсації втрат, понесених у Фракії, і від надання допомоги сербам і болгарам в опорі османській експансії, також він був зобов'язаний надавати османам підтримку в Малій Азії. За десять років Іоанн V фактично став васалом Мурада I.
Проте Іоанн V не полишав спроб знайти союзників для війни з османами серед католицьких монархів, пообіцявши підпорядкувати грецьку церкву католицькій. Він зробив це під час таємного візиту до Угорщини, але був захоплений на зворотному шляху болгарами і ув'язнений ними у фортеці. У 1366 році Амадей VI Савойський з невеликим військом хрестоносців з'явився на допомогу імператору, увірвався в захоплені турками землі і відбив у них півострів Галліполі, але не став затримуватися на місці, відправившись воювати з болгарами. Незабаром османи повернули захоплені християнами території.
У 1371 році війська Мурада в битві на річці Маріці розбили 60-тисячну союзну армію християнських правителів Південної Європи, після чого захопили македонські міста Драму, Кавалу і Серре. Ці перемоги дозволили збільшити присутність турків на Балканському півострові і зробити правителів Сербії та Болгарії данниками Мурада.
Завоювання османів тимчасово припинилися у 70-х роках XIV ст. через внутрішні суперечності. У 1373 році проти Мурада виступив його син Савджі, який разом зі спадкоємцем візантійського престолу Андроніком IV у 1376 році взяв Константинополь і змістив імператора Іоанна V. Мурад особисто придушив цей заколот, посадивши сина у Фракії. Савджі був схоплений і страчений. Іоанн V, звільнившись з ув'язнення, за допомогою султанських військ повернув Константинополь і суворо покарав свого сина.

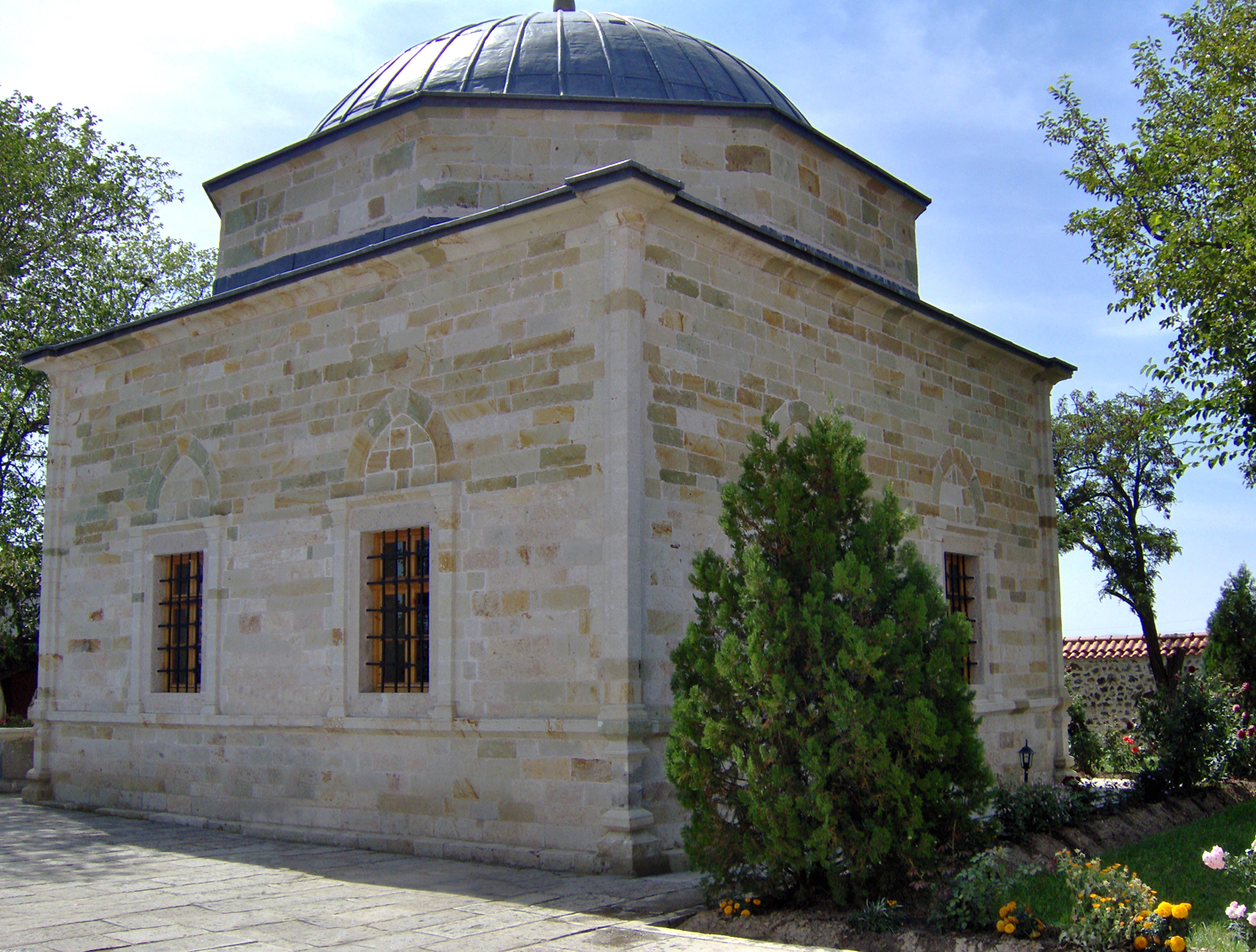
Гробниця султана Мурата на Косовому полі

У 1380-х роках Мурад продовжив наступ на захід. У 1385 році він захопив Софію, а в 1386 році - Ніш. У Малій Азії територію держави було розширено до Токата шляхом приєднання бейліків Герміян, Текке і Хамід. Кілька бейліків об'єдналися в антиосманську коаліцію під керівництвом Караману, але зазнали поразки у Коньї в 1386 році. У 1389 році турецька армія під командуванням Мурада I і його сина Баязида розбила коаліцію з сербських і боснійських князів у битві на Косовому полі, хоча сам Мурад перед початком бою був смертельно поранений сербським князем Мілошем Обиличем. Мурад І зуміг дожити до перемоги і насолодитися видовищем обезголовлення полоненого князя Лазара. Трон Османської імперії успадкував син Мурада Баязид I.